# Elisabeth Wacker
Elisabeth Wacker (* 1954) ist eine deutsche Wissenschaftlerin und seit 2013 Inhaberin des Lehrstuhls Diversitätssoziologie (W3) an der Fakultät für Sport- und Gesundheitswissenschaften der Technischen Universität München (TUM).

## Werdegang
Elisabeth Wacker beendete 1974 ihre Schulzeit mit dem Abitur (Humanistisches Gymnasium, Neues Gymnasium Nürnberg). Sie studierte an der Eberhard Karls Universität Tübingen  unter anderem Theologie (Dipl. theol. 1980), Philosophie (Philosophicum 1976) sowie Soziologie (Promotion zum Doktor der Sozialwissenschaften | Dr. rer. soc. 1989). Von 1982 bis 1996 baute sie die Zentrale Wissenschaftliche Einrichtung der Universität Tübingen „Zentrum zur interdisziplinären Erforschung der Lebenswelten behinderter Menschen“ auf und übernahm dort die wissenschaftliche Geschäftsführung.
1996 folgte sie einem Ruf an die Technische Universität Dortmund, an der sie bis 2012 den Lehrstuhl Rehabilitationssoziologie (C4) innehatte. Sie engagierte sich außerdem intensiv in Akademischen Leitungsgremien und -positionen (u. a. Dekanin der Fakultät Rehabilitationswissenschaften 1998–2000 und 2008–2012; Prorektorin Forschung und Wissenschaftlicher Nachwuchs der Universität Dortmund 2000–2002 und Senatorin der Universität Dortmund 2006–2008). Gastprofessuren führten sie 2008/2009 an die Universität Wien (Österreich) und 2011 nach Taiwan an die Nationaluniversität Pingtung für Erziehungswissenschaften (NPUE) und die Taipei Municipal University of Education (TMUE). Seit Januar 2013 hat sie die W3-Professur Diversitätssoziologie an der Technischen Universität München inne.
Darüber hinaus ist Elisabeth Wacker seit 2010 Max Planck Fellow. Sie leitete 2010–2015 die Fachgruppe „Wandel der Sozialsysteme und Teilhabe bei Behinderung. Strukturen, Maßnahmen und Wirkungen von Prävention, Rehabilitation und Gesundheitsentwicklung“ am Max-Planck-Institut für Sozialrecht und Sozialpolitik in München und das Anschlussprogramm „Dis[cover]ability & Indicators for Inclusion“ (2015–2020).
Neben ihrer Tätigkeit in zahlreichen Beiräten und Gutachtergruppen (an nationalen und internationalen Universitäten, für Bund und Länder sowie zahlreiche soziale Einrichtungen und Organisationen)  ist sie seit 2011 Vorsitzende des Wissenschaftlichen Beirats zum Bericht der Bundesregierung über die Lebenslagen von Menschen mit Behinderung (Bundesteilhabebericht).

## Forschung
Forschungsschwerpunkte von Elisabeth Wacker waren u. a. Humanisierung des Arbeitslebens in Behinderteneinrichtungen, Möglichkeiten und Grenzen selbstständiger Lebensführung bei Behinderung, Personenbezogene Unterstützung und Lebensqualität, Persönliches Budget und Kompetentes Altern bei Behinderung. Aktuell forscht sie mit den Schwerpunkten Gesundheit und Gesellschaft, Diversität und Inklusion, Prävention und ressourcenorientierte Rehabilitation sowie Lebenslagen bei Beeinträchtigung, Community Care, Teilhabe und Lebensweltbezug (national und international).

## Schlüsselpublikationen
- Verwobene Behinderungsprobleme. Diversität und Inklusivität als Spagat und Zwickmühle. In: Soziale Probleme. 25, 2014, S. 231–267.
- Inklusion bei Behinderung im Sport? Der neue Teilhabebericht der Bundesregierung als Richtschnur. In: A. Hebbel-Seeger, T. Horky, H.-J. Schulke (Hrsg.): Sport, Ökonomie & Medien. Sport und Inklusion – ziemlich beste Freunde? Meyer & Meyer, Aachen 2014, S. 39–61.
- Überall und nirgendwo – „Disability Mainstreaming“ im kommunalen Lebensraum und Sozialraumorientierung als Transformationskonzept. In: U. Becker, E. Wacker, M. Banafsche (Hrsg.): Inklusion und Sozialraum. Behinderten-recht und Behindertenpolitik in der Kommune. Nomos, Baden-Baden 2013, S. 25–45.
- Versorgung und Inklusion behinderter Menschen in lokalen Strukturen. In: E.-W. Luthe (Hrsg.): Kommunale Gesundheitslandschaften. Springer, Wiesbaden 2013, S. 243–261.
- Geistige Behinderung und Teilhabe an der Gesellschaft. In: G. Albrecht, A. Groenemeyer (Hrsg.): Handbuch soziale Probleme. Springer, Wiesbaden 2012: 601–623.
- Behindertenpolitik, Behindertenarbeit. In: H. U. Otto, H. Thiersch (Hrsg.): Handbuch Soziale Arbeit. 4. Auflage. Reinhardt, München 2011, S. 87–100.
- Soziologische Ansätze: Behinderung als soziale Konstruktion. In: S. Nußbeck, A. Biermann, H. Adam (Hrsg.): Sonderpädagogik der geistigen Entwicklung. (= Handbuch Sonderpädagogik. Band 4). 2. Auflage. Hogrefe, Göttingen 2008, S. 115–158.
- E. Wacker, G. Wansing, M. Schäfers: Personenbezogene Unterstützung und Lebensqualität. VS Verlag für Sozialwissenschaft, Wiesbaden 2005. (2. Aufl. 2009).